# Poszukiwanie dopasowujące

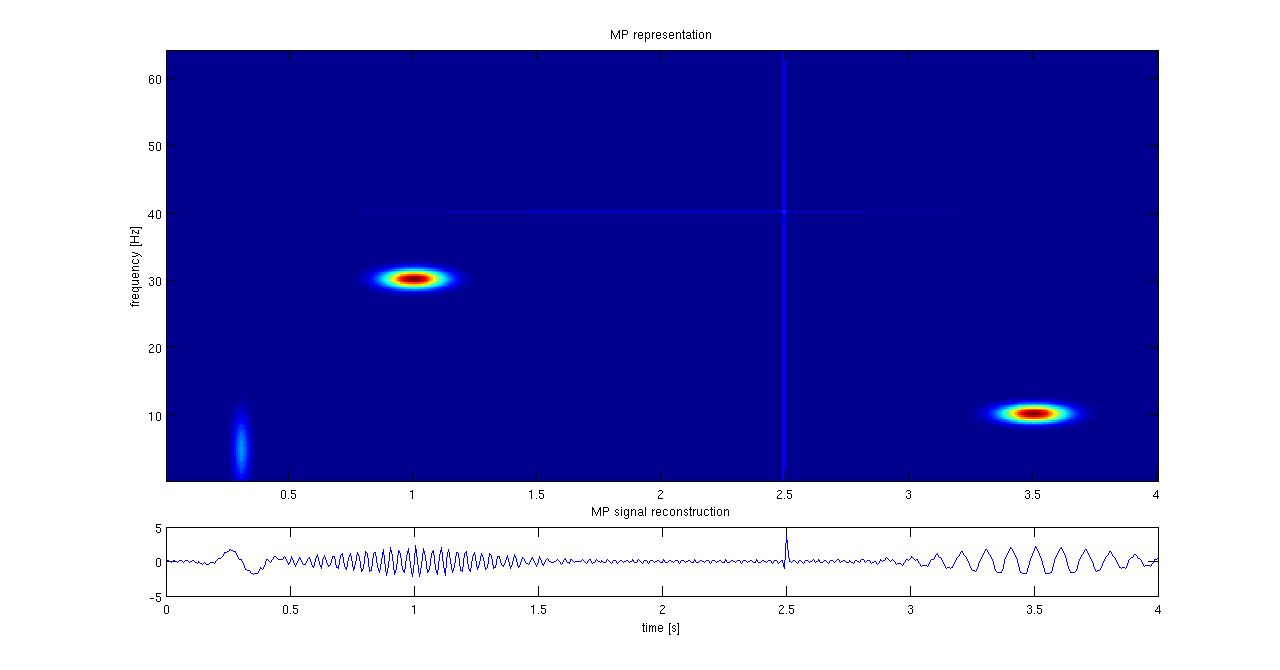
Rekonstrukcja przykładowego sygnału algorytmem matching pursuit za pomocą programu mp4

Poszukiwanie dopasowujące (ang. matching pursuit) – rodzaj techniki numerycznej, która polega na znalezieniu „najlepszego dopasowania” funkcji z określonego słownika {\displaystyle D} do wielowymiarowych danych. Podstawowa idea polega na reprezentacji sygnału {\displaystyle f} z przestrzeni Hilberta {\displaystyle H} jako ważonej sumy funkcji {\displaystyle g_{\gamma _{n}}} (zwanych atomami) ze słownika {\displaystyle D{:}}
{\displaystyle f(t)=\sum _{n=-\infty }^{+\infty }a_{n}g_{\gamma _{n}}(t).}
Przykładem podobnych reprezentacji jest rozwinięcie w szereg Fouriera, gdy słownik jest zbudowany tylko z podstawowych funkcji (najmniejszy możliwy kompletny słownik). Główną wadą analizy Fouriera w cyfrowym przetwarzaniu sygnałów jest to, że mówi nam ona tylko o globalnych cechach sygnałów i nie dostosowuje się do analizowanych sygnałów {\displaystyle f.} Używając redundantnego słownika możemy szukać w nim funkcji, które najlepiej pasują do sygnału f. Znalezienie takiej reprezentacji, gdzie większość współczynników w sumie jest zbliżone do 0 jest pożądane m.in. do kodowania sygnału i kompresji.

## Algorytm
Przeszukiwanie bardzo dużych słowników dla najlepszego dopasowania jest nie do zaakceptowania przy obliczeniach w zastosowaniach praktycznych. W 1993 Mallat i Zhang zaproponowali jako rozwiązanie algorytm zachłanny, znany od tego czasu jako Matching Pursuit. Jest to algorytm rekurencyjny, którego realizacja wygląda następująco:
1. Wejście: Sygnał: {\displaystyle f(t).}
2. Wyjście: Lista współczynników: {\displaystyle \left(a_{n},g_{\gamma _{n}}\right).}
3. Inicjalizacja: {\displaystyle Rf_{1}\leftarrow f(t).}
4. Powtarzaj:
  1. znajdź {\displaystyle g_{\gamma _{n}}\in D} z maksymalną wartością bezwzględną iloczynu skalarnego {\displaystyle |\langle Rf_{n},g_{\gamma _{n}}\rangle |;}
  2. {\displaystyle a_{n}\leftarrow \langle Rf_{n},g_{\gamma _{n}}\rangle ;}
  3. {\displaystyle Rf_{n+1}\leftarrow Rf_{n}-a_{n}g_{\gamma _{n}};}
  4. {\displaystyle n\leftarrow n+1;}

aż do stanu zatrzymania (na przykład: {\displaystyle \|Rf_{n}\|<{\text{threshold}}}).
Najczęściej używa się słownika składającego się z funkcji Gabora:
{\displaystyle g_{\gamma _{n}}(t)=K(\gamma \phi )e^{-\pi ({\frac {t-u}{s}})^{2}}\sin(\omega (t-u)+\phi ).}
Taki dobór funkcji bazowych minimalizuje zasadę nieoznaczoności w przestrzeni czas-częstość.

## Właściwości
- Dla każdego {\displaystyle m} spełniona jest zasada zachowania energii:

{\displaystyle \|f\|^{2}=\sum _{n=0}^{m-1}{|a_{n}|^{2}}+\lVert Rf_{m}\rVert ^{2}.}
- Błąd {\displaystyle \|Rf_{n}\|} maleje monotonicznie (jego zanik jest wykładniczy).